# Mount Pivot
Mount Pivot ist ein 1095 m hoher und markanter Berg mit einem steilen Felshang an der Westflanke im ostantarktischen Coatsland. In den Otter Highlands im westlichen Teil der Shackleton Range ragt er zwischen Mount Haslop und dem Turnpike Bluff auf.
Teilnehmer der Commonwealth Trans-Antarctic Expedition (1955–1958) unter der Leitung des britischen Polarforschers Vivian Fuchs kartierten ihn 1957. Sie benannten ihn so, weil der Berg bei der Expedition ein Angelpunkt (englisch pivot) für Flugzeuge und Schlittenmannschaften bei der Umrundung des südwestlichen Endes der Shackleton Range war.